# Bestuursvoorzitter
Een bestuursvoorzitter, algemeen directeur of CEO, van het Engelse chief executive officer, is de eindverantwoordelijke binnen het bestuur van een bedrijf. 
De rol van de bestuursvoorzitter hangt af van de bedrijfsvorm. In één model is er uitsluitend een uitvoerend bestuur. In een ander model is er naast het uitvoerend of dagelijks bestuur, dan meestal directie genoemd, ook een raad van bestuur die meestal maandelijks of minder vaak samenkomt om de strategische beslissingen te nemen. De bestuursvoorzitter is in beide gevallen binnen een bestuur verantwoordelijk voor de algehele gang van zaken. De verantwoordelijkheid houdt ook in dat hij of zij vaak het veld moet ruimen indien de resultaten van een bedrijf verwijtbaar tegenvallen.
De bestuursvoorzitter wordt in België ook soms afgevaardigd bestuurder genoemd. De bestuursvoorzitter hoeft niet per se deel uit te maken van een groter bestuur. Er zijn bedrijven met maar een zeer beperkt aantal bestuursleden, en sporadisch is er een beursgenoteerde onderneming met slechts één bestuurslid.